# Anatololacerta
Anatololacerta är ett släkte av ödlor i familjen egentliga ödlor. Flera släktmedlemmar listades tidigare i släktet halsbandsödlor.
Exemplaren når en vikt av cirka 4 till 9 g samt en längd (utan svans) av 55 till 75 mm. Två arter inom släktet har en blå svans.
Medlemmarna förekommer i Grekland och Turkiet inklusive tillhörande öar. De är aktiva på dagen och vistas på marken. Habitatet varierar mellan klippiga områden, galleriskogar och kulturlandskap. Några arter når i bergstrakter 2100 meter över havet. Honor lägger ganska många ägg per tillfälle. Anatololacerta anatolica kan leva 10 år.
The Reptile Database listar följande arter:
- Anatololacerta anatolica
- Anatololacerta danfordi
- Anatololacerta finikensis
- Anatololacerta ibrahimi
- Anatololacerta pelasgiana

IUCN listar endast Anatololacerta anatolica och Anatololacerta danfordi och båda som livskraftiga (LC).